# Nemosoma caucasicum
Nemosoma caucasicum là một loài bọ cánh cứng trong họ Trogossitidae. Loài này được Ménetriés miêu tả khoa học năm 1832.